# Monti Sweeney
I monti Sweeney sono un gruppo montuoso situato nella Terra di Palmer, in Antartide, e in particolare nell'entroterra delle coste di Zumberge e di Orville. Esteso per circa 60 km in direzione nord-sud e per circa 74 km in direzione est-ovest, questo gruppo montuoso è situato poco meno di 40 km a est dei monti Merrick, circa 56 km a nord dei monti Hauberg e circa altrettanti a ovest dei monti Scaife, e raggiunge una quota massima di 1705 m s.l.m. in corrispondenza della vetta del monte Jenkins.

## Storia
I monti Sweeney sono stati scoperti e fotografati per la prima volta durante una ricognizione aerea svolta nel corso della spedizione antartica comandata da Finn Rønne e condotta tra il 1947 e il 1948, e così battezzati dallo stesso Rønne in onore di Edward C. Sweeney, uno dei finanziatori della spedizione. In seguito, le montagne furono anche attraversate dalla spedizione che attraversò la Penisola Antartica nell'estate del 1961-62 al comando di John C. Behrendt.